# Borhyaenidae
Borhyaenidae — вымершее семейство метатериев, состоящее из низкорослых, крепко сложенных наземных хищных млекопитающих отряда Спарассодонты (сумчатые гиены). Borhyaenidae — не настоящие сумчатые животные, а представители родственного таксона Sparassodonta. Минимальная масса тела представителей семейства оценивается в 13,83, а максимальная 23,31 кг.

## Классификация
На февраль 2025 в семейство включают 15 родов:
1. †Angelocabrerus Simpson, 1970
2. †Argyrolestes Ameghino, 1902
3. †Australohyaena Forasiepi et al., 2015
4. †Acrocyon Ameghino, 1887
5. †Arctodictis Mercerat, 1891
6. †Borhyaena Ameghino, 1887
7. †Eutemnodus Bravard, 1858
8. †Eutemodus Bravard, 1858
9. †Fredszalaya Shockey and Anaya, 2008
10. †Nemolestes Ameghino, 1902
11. †Pharsophorus Ameghino, 1897
12. †Dukecynus Goin, 1997
13. †Prothylacynus Ameghino, 1891
14. †Pseudolycopsis Marschall, 1976
15. †Pseudothylacynus Ameghino, 1902